# Marcus Bleker
Marcus Bleker (* 28. Juni 1973) ist ein ehemaliger deutscher Footballspieler.

## Laufbahn
Bleker, ein 1,88 Meter großer Linebacker, spielte bei den Franken Knights sowie den Munich Cowboys. Im Jahr 2001 stand er bei Frankfurt Galaxy in der NFL Europe unter Vertrag. Im Vorfeld der Saison 2005 schloss er sich den Schwäbisch Hall Unicorns an, für die er ein Spieljahr lang auf dem Rasen stand.
Als Mitglied der deutschen Nationalmannschaft wurde er 2003 Dritter der Weltmeisterschaft. Er gewann mit der deutschen Mannschaft die World Games 2005 in Duisburg, bei der Europameisterschaft 2005 stand er mit der Auswahl im Endspiel, dort unterlag man jedoch Schweden.